# Yes California

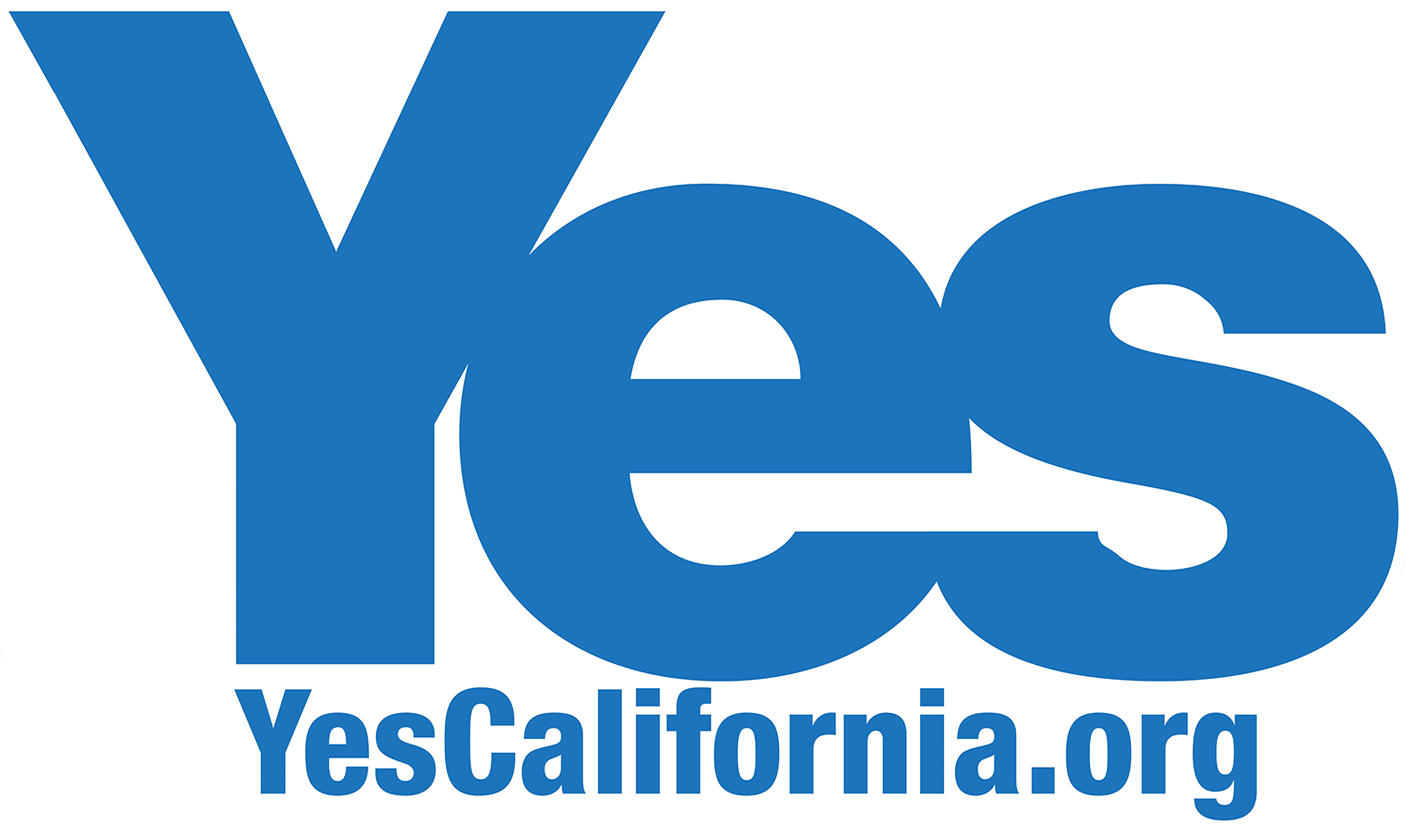
Kampanjens logotyp

Yes California är en amerikansk politisk handlingskommitté (political action committee) som verkar för att Kalifornien ska bli självständigt från Förenta staterna. Organisationen driver en kampanj för att införa ett förslag på valsedeln till Kaliforniens guvernörsval 2018, som ifall det går igenom innebär att en självständighetsomröstning kommer att hållas i mars 2019. Ett utträde skulle dock kräva en ändring i USA:s konstitution, vilket kräver stöd från de övriga 49 delstaterna.
Organisationen bildades 2015. Namnet och logotypen är inspirerade av Yes Scotland, den huvudsakliga kampanjorganisationen bakom folkomröstningen om skotsk självständighet 2014. Ordförande för Yes California är Louis J. Marinelli, tidigare partiledare för California National Party, ett politiskt parti som uppstått med skotska Scottish National Party som modell. Kampanjen har fått smeknamnet Calexit, efter det brittiska Brexit.